# Hecatesia thyridion
Hecatesia thyridion is een vlinder uit de familie van de uilen (Noctuidae). De wetenschappelijke naam van de soort is voor het eerst geldig gepubliceerd in 1839 door Joachim Francois Philiberto de Feisthamel.